# فلوكسوريدين
فلوكسوريدين هو دواء يستعمل في علاج الأورام، من مجموعة مضادات المئيضة، فهو مضاهئ بيريميدين، ومصنف ضمن فئة يوريدين منقوص الأكسجين.